# Carlo Alberto dalla Chiesa
Carlo Alberto dalla Chiesa, född 27 september 1920 i Saluzzo, Italien, död 3 september 1982 i Palermo, var en general inom den italienska paramilitära polisen Carabinieri och hade därutöver universitetsexamen (laurea) i juridik och statsvetenskap.

## Bakgrund och tidig karriär
Carlo Alberto dalla Chiesa föddes i en högreståndsmiljö och valde ett för sin familj bekant yrke. Fadern Romano var general, och det blev även Carlo Albertos bror Romolo, medan en yngre bror, Romeo, blev bankdirektör.
Dalla Chiesa gick i militärtjänst under andra världskriget och deltog 1941 som underlöjtnant i strider på den jugoslaviska fronten i Montenegro. Han förflyttades till Carabinieri året därpå, befordrades till löjtnant och tilldelades ett distrikt i San Benedetto del Tronto där han kom att bli kvar tills vapenvila slöts med de allierade i september 1943. Vid krigsslutet befordrades han till kapten och förflyttades till Sicilien. Han placerades i en nybildad enhet, kallad CFRB (Comando Forze Repressione Banditismo) där han bland annat deltog i jakten på den ökände banditen Salvatore Giuliano från Montelepre och fick sina första erfarenheter av en då ännu ålderdomlig och lantlig maffia som var de mest reaktionära godsägarnas beskyddare och bundsförvant i kampen mot lantarbetarnas fackföreningar. Som nybliven kapten fick han i Corleone uppleva svårigheterna med att få kända mafiosi dömda för brott. Efter att ha löst det i mars 1948 inträffade mordet på fackföreningsledaren Placido Rizzotto polisiärt och fått de misstänkta åtalade tvingades han konstatera att domstolarna inte ansåg bevisningen vara tillräcklig och frikände dem alla. Kort därefter blev Dalla Chiesa 1951 förflyttad från Sicilien till andra uppgifter.

## De första åren som högre befäl
Efter att ha tjänstgjort i Rom, Turin och Milano återvände Dalla Chiesa 1966 till Sicilien som överste och befälhavare för 12:e karabinjärbataljonen (sedan 2017 ett regemente) i Palermo, en post som han innehade 1966-1973. Under de 15 år han varit borta från Sicilien hade maffian där börjat lämna den agrara sektor som de kontrollerat i mer än ett århundrade och i stället infiltrerat mer moderna och inkomstbringande verksamheter, särskilt byggbranschen och den offentliga sektorn. Med hjälp av korrupta politiker hade maffian lyckats etablera en stark ställning i städerna. I en föredragning 1962 för den parlamentariska kommission (Commissione parlamentare antimafia) som granskade  maffian berättade Dalla Chiesa att själva identifieringen av maffiabossarna inte var svårt, eftersom många visste vilka de var, och att han utarbetat en metod för att sammanställa ett register över den sicilianska maffians medlemmar. Metoden fungerade bra i praktiken och han kunde avsluta sin sju år långa vistelse på Sicilien med ett facit på sammanlagt 76 gripna maffiabossar.

## Kampen mot Röda brigaderna
Från oktober 1973 till mars 1977 var Dalla Chiesa, då redan generalmajor, stationerad i Turin med uppdraget att spåra upp och tillfångata Röda brigadernas ledning. För att uppnå det målet skapade han 22 maj 1974 en ”kontragerilla”, bestående av 40 civilklädda karabinjärer som i likhet med de eftersökta terroristerna bodde i hemliga lägenheter med telefoner registrerade på falska namn och körde falskskyltade bilar, väl medvetna om att motståndarna försökte identifiera dem. Med hjälp av en infiltratör som inte var karabinjär, före detta främlingslegionären Silvano Girotto, lyckades Dalla Chiesas grupp 8 september 1974 gripa två tredjedelar av Röda brigadernas ledning, nämligen Renato Curcio och Alberto Franceschini som gick i en fälla på järnvägsstationen i Pinerolo. Endast en dryg månad senare, 14 oktober, grep gruppen ytterligare en av brigadernas ledande medlemmar, Roberto Ognibene, tillsammans med flera andra. Dalla Chiesas framgångar i kampen mot Röda brigaderna försatte honom själv i livsfara. Hans vanor kartlades av motståndarna och under ett av sina många besök på Lions Club i Turin var han nära att bli mördad men attentatsmännen som var på plats med skjutklara vapen och letade efter en man i generalsuniform visste inte att han var civilklädd den kvällen.
Efter kidnappningen och mordet på Aldo Moro erhöll Dalla Chiesa i september 1978 av regeringen uppdraget att koordinera de olika poliskårernas kamp mot terrorismen, utrustad med en särskild fullmakt med långt gående befogenheter gällande aktioner riktade mot Röda brigaderna. Det gav relativt snabbt resultat och många brigadister greps. Dalla Chiesa lyckades övertala en av dem, Patrizio Peci, att bli huvudvittne i en kommande rättegång mot Röda brigaderna, något som kom att kosta Pecis bror Roberto livet; han mördades som hämnd för broderns svek av Röda brigadernas mest extrema gren, ledd av före detta docenten i kriminologi Giovanni Senzani. Bland framgångarna fanns också en som medförde stora svårigheter för Dalla Chiesa och hans karabinjärer, det misslyckade försöket att gripa Guido Rossas mördare,  brigadisten Riccardo Dura i Genua 28 mars 1980. Insatsen slutade med att Dura och tre andra medlemmar av Röda brigaderna vid en stormning av lägenheten där de vistades blev ihjälskjutna av karabinjärerna i en situation som inte hanterades på bästa möjliga sätt.

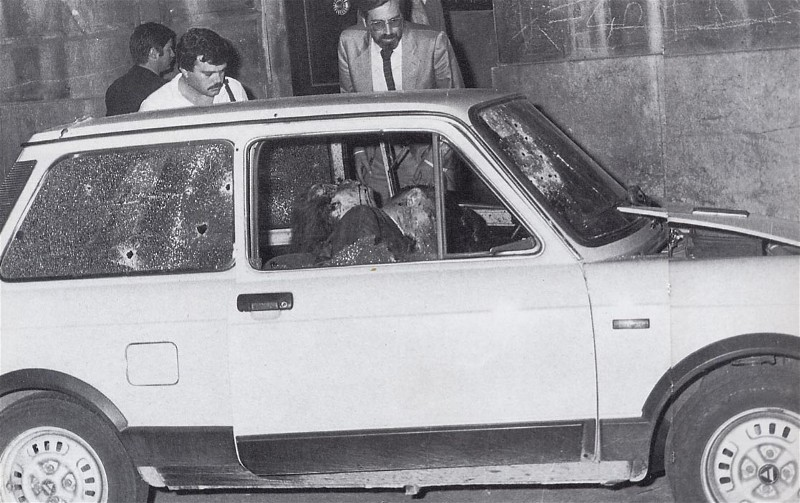
Dalla Chiesas Autobianchi A112 efter attentatet med hans och hustruns (vid ratten) döda kroppar fortfarande kvar i bilen.

## Det sista uppdraget och attentatet
I december 1981 stod det klart att Dalla Chiesas kamp mot Röda brigaderna hade varit en stor framgång och det började gå rykten om att ”Dallas” hade vissa politiska ambitioner. Omedelbara belöningar för hans insatser blev en befordran till generallöjtnant, högsta möjliga grad för en karabinjär, en utnämning till vice befälhavare för karabinjärerna och ett flertal medaljer. Uppmuntrad av Dalla Chiesas framgångar föreslog inrikesministern Virginio Rognoni för premiärministern Giovanni Spadolini att Dalla Chiesa skulle skickas till Palermo, utrustad med särskilda befogenheter, för att ännu en gång försöka lösa problemet med den snabbt expanderande sicilianska maffian. Spadolini förankrade förslaget hos övriga partier och i mars 1982 utnämnde regeringen en överraskad Dalla Chiesa till prefekt i Palermo.
Dalla Chiesa insåg att man förväntade sig att han skulle besegra den sicilianska maffian på ungefär samma sätt som han besegrat Röda brigaderna, genom ett “blixtkrig”. Han var mycket skeptisk till tanken att en företeelse som den sicilianska maffian skulle kunna utraderas på det sättet. Som statens representant hade han enligt gällande lagar mindre makt över den regionala polisen än den lokala självstyrelsen (’’Governo regionale’’) och inslaget av mafiosi i den var betydande. Han begärde därför utökade befogenheter men regeringen gick inte med på det. Trots avslaget nådde han snabbt stora framgångar och efter en kartläggning av maffian kunde man i juni 1982 börja utfärda fullmakter för att gripa identifierade mafiosi. Samtidigt kartlades i samarbete med Guardia di Finanza kopplingarna mellan kända mafiosi och lokala politiker, bland annat genom att granska vilka politiker som närvarit vid bröllop och dop i maffiafamiljer. Dalla Chiesas verksamhet på Sicilien hade nu blivit ett reellt hot mot Cosa Nostra och i det läget gick maffian till motattack. Dalla Chiesa, hans nyblivna (10 juli) hustru Emanuela Setti Carraro och deras livvakt Domenico Russo dödades i ett bakhåll 3 september 1982 av ett okänt antal attentatsmän, av vilka skytten var beväpnad med en automatkarbin.

## Det rättsliga efterspelet
Att det var Cosa Nostra som låg bakom attentatet rådde det med hänsyn till omständigheterna inget tvivel om. Som huvudansvarig för morden dömdes Salvatore Riina 17 mars 1995 till livstids fängelse. 

## Övrigt
1983 filmatiserades de händelser som ledde fram till mordet i Cento giorni a Palermo.